# Zīr-e Tūt
Zīr-e Tūt (persiska: زير توت) är en ort i Iran.   Den ligger i provinsen Kohgiluyeh och Buyer Ahmad, i den centrala delen av landet, 500 km söder om huvudstaden Teheran. Zīr-e Tūt ligger 2 161 meter över havet och antalet invånare är 174.
Terrängen runt Zīr-e Tūt är kuperad åt nordost, men åt sydväst är den bergig. Runt Zīr-e Tūt är det ganska tätbefolkat, med 75 invånare per kvadratkilometer. Närmaste större samhälle är Gūznān, 15,8 km söder om Zīr-e Tūt. Omgivningarna runt Zīr-e Tūt är i huvudsak ett öppet busklandskap.